# Valentín Salazar Huerta
Valentín Salazar Huerta (Huánuco, 16 de julio de 1958) es un ingeniero metalúrgico y político peruano. Actualmente es Consejero regional de Huánuco y fue alcalde provincial de Dos de Mayo entre 2011 y 2014 y alcalde del distrito de Marías entre 1996 y 2002.
Nació en Huánuco, Perú el 16 de julio de 1958, hijo de Juan de la Cruz Salazar Caico y Victoria Huerta Serafín. Cursó sus estudios primarios entre el distrito de Marías y el distrito de Obas.  Los secundarios los cursó en el distrito de Santa Ana de Tusi. departamento de Pasco. Entre 1977 y 1985 cursó estudios superiores de ingeniería metalúrgica en la Universidad Nacional Daniel Alcides Carrión de la ciudad de Cerro de Pasco.
Su primera participación política fue en las elecciones municipales de 1995 cuando fue elegido alcalde del distrito de Marías por la Lista Independiente N° 03 Desarrollando el Cambio. Fue reelegido en las elecciones municipales de 1998. En las elecciones municipales del 2002 y del 2006 tentó por el Partido Aprista Peruano la alcaldía provincial de Dos de Mayo sin éxito. Fue elegido para ese cargo en las elecciones municipales del 2010 cuando se presentó por el Partido Democrático Somos Perú y obtuvo el 31.465% de los votos. Tentó sin éxito la reelección en las elecciones del 2014 presentándose por el movimiento Avanzada Regional Independiente Unidos por Huánuco. Participó en las elecciones regionales del 2018 como candidato a Consejero regional de Huánuco por la provincia de Dos de Mayo resultando elegido.